# Metychové z Čečova

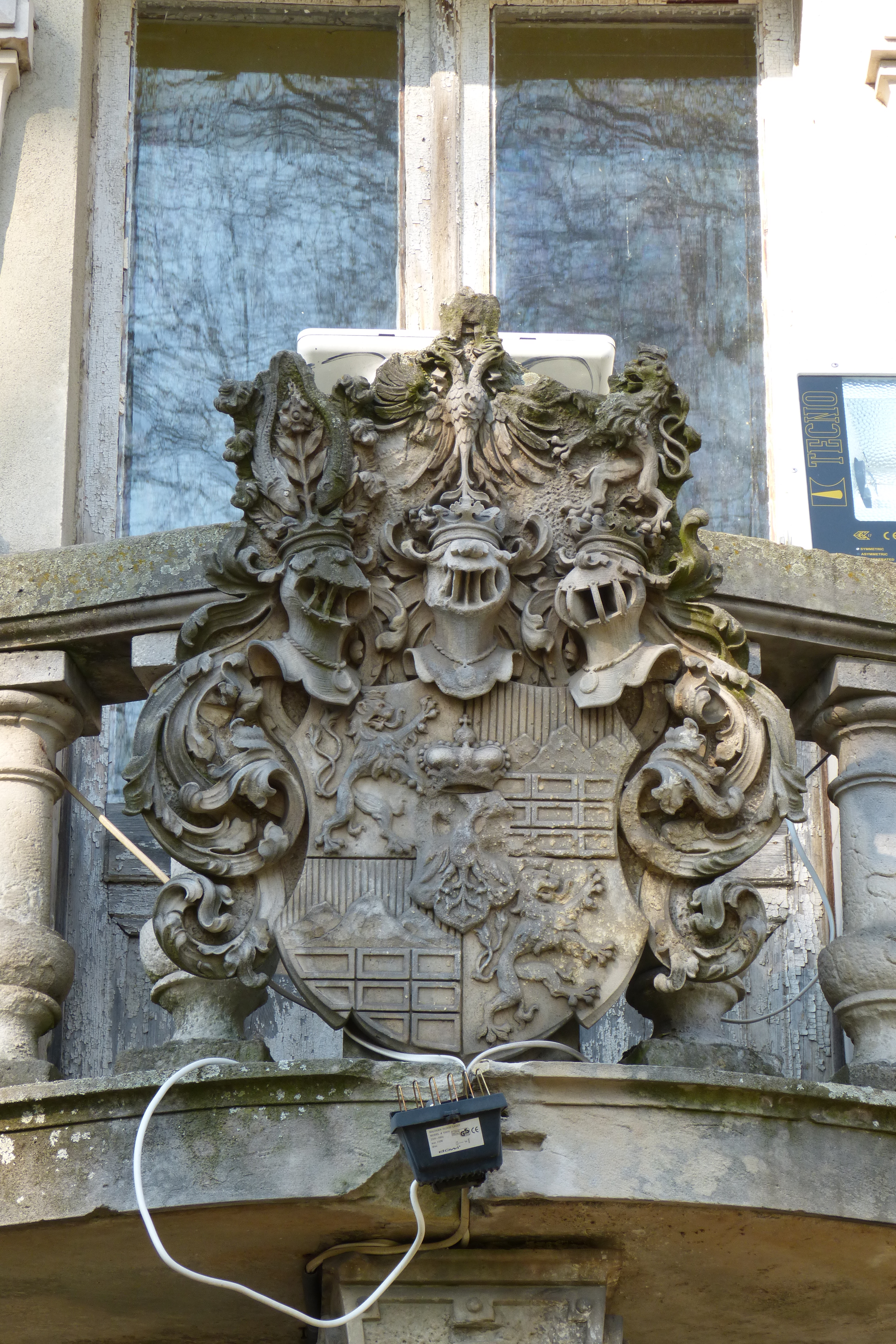
Erb Metychů nad vtupem do paláce v Dąbrowě.

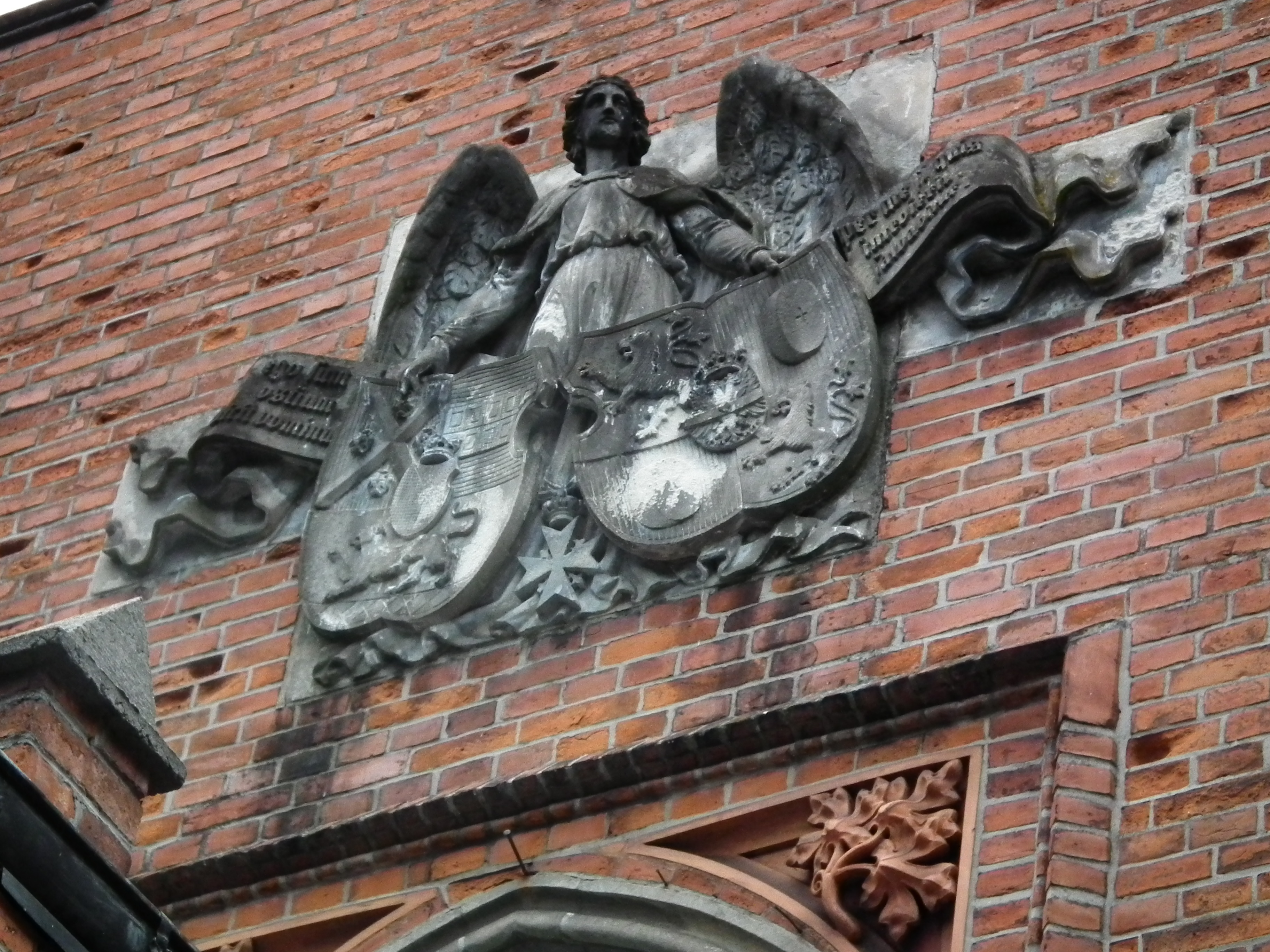
Erb Alcantarsů (vlevo) a Metychů (vpravo) nad vchodem do kostela v Żelowicích

Metychové z Čečova též Met(t)ichové (německy von Mettich und Tschetschau, Tschetschau-Mettich nebo Metche) byl slezský šlechtický rod původem z Čech. V roce 1605 byli povýšení do baronského stavu. Jedna z větví rodu roku 1640 získala říšský hraběcí titul.

## Dějiny
V roce 1592 Metychové získali zámek v Louce Prudnické, který se stal centrem jejich panství. V té době vlastnili také několik vesnic v okolí Prudniku, Louky Prudnické, Moszczanky, Niemysłowic, Klisiny, Malých Štibořic, Piorunkowic, Wierzbiece a část Rudičky.
V 17. století byli Metychové vlastníky města Korfantówa.
V roce 1604 získali za částku 116 000 tolarů baroni Baltazar a Jiří z Metychu Ratibořské knížectví jako zástavu, a to včetně zámku, který nechali přestavět asi za 6 000 tolarů a v roce 1609 jej baroni Metychové za 28 000 tolarů koupili. Kromě zámku Metychové získali také pily, mlýny, samostatné budovy a některá práva. Budova byla v té době zničena a Metychové se zavázali obnovit kapli sv. Tomáše z Canterbury a zachovat a podporovat zde sloužící kněžstvo. Ornáty, kalichy a monstrance patřící k zámeckému kolegiu byly zaevidovány a dle zápisu vévodské komory měly být navráceny církvi. Na začátku 17. století byl zámek včetně kaple barokně přestavěn.
Metychové byli protestantského vyznání. V roce 1605 císař Rudolf II. jako uznání rodu udělil Jáchymu Metychovi titul svobodného pána (baron) s predikátem z Čečova. letech 1615–1617 nechal Jáchym Metych z Čečova vybudovat zámek v Dąbrowé. V roce 1629 pak císař Ferdinand II. vyslal kapitána La Mordima a jezuitu Cygnaea, aby přiměli Jáchyma Metycha a jeho poddané konvertovat ke katolicismu.
Roku 1629 získal Jáchym Metych z Čečova Chmelovice a přibližně roku 1667 také panství Žerkovice. Obě vesnice v roce 1740 odkoupil baron Larisch.
V letech 1668 až 1682 vlastnil Karel Jáchym Metych z Čečova panství Jaryšov.
V roce 1724 město Prudnik od hraběte Josefa Metycha a jeho manželky zakoupilo obec Piorunkowice a část Rudičky.
Anna a Marie z Metychu v roce 1829 prodaly své zadlužené panství manželce generála von Colomba, včetně zboží v Louce Prudnické, Nemyslovicích, Spáleném Dvoře a Chotimi.
V letech 1865–1866 byl z iniciativy hraběnky Karolíny z Metychu († 31. května 1865) přestavěn kostel Povýšení svatého Kříže v Želovicích. Nad vchodem do kostela je kartuše s erbem rodu Metychů.

## Erb
Rodový erb Metychů tvořil čtvrcený štít, v levém horním a pravém spodním poli stál zelený lev ve stříbrném poli, v pravém horním a levém spodním poli stříbrný mlýnský kámen. Jako klenot nad přilbou tři paví pera.

## Hrady, paláce, statky
V roce 1586 získal rod několik domů na břehu Vltavy na pražské Malé Straně, kde pak rozestavěli palác Metychů. Dvoupatrová stavba o třech křídlech stojí na dnešním Velkopřevorském náměstí, vedle areálu Buquoyského paláce, naproti baroknímu paláci velkopřevorů Maltézského řádu. V paláci se v roce 1859 narodil český hudební skladatel Josef Bohuslav Foerster.

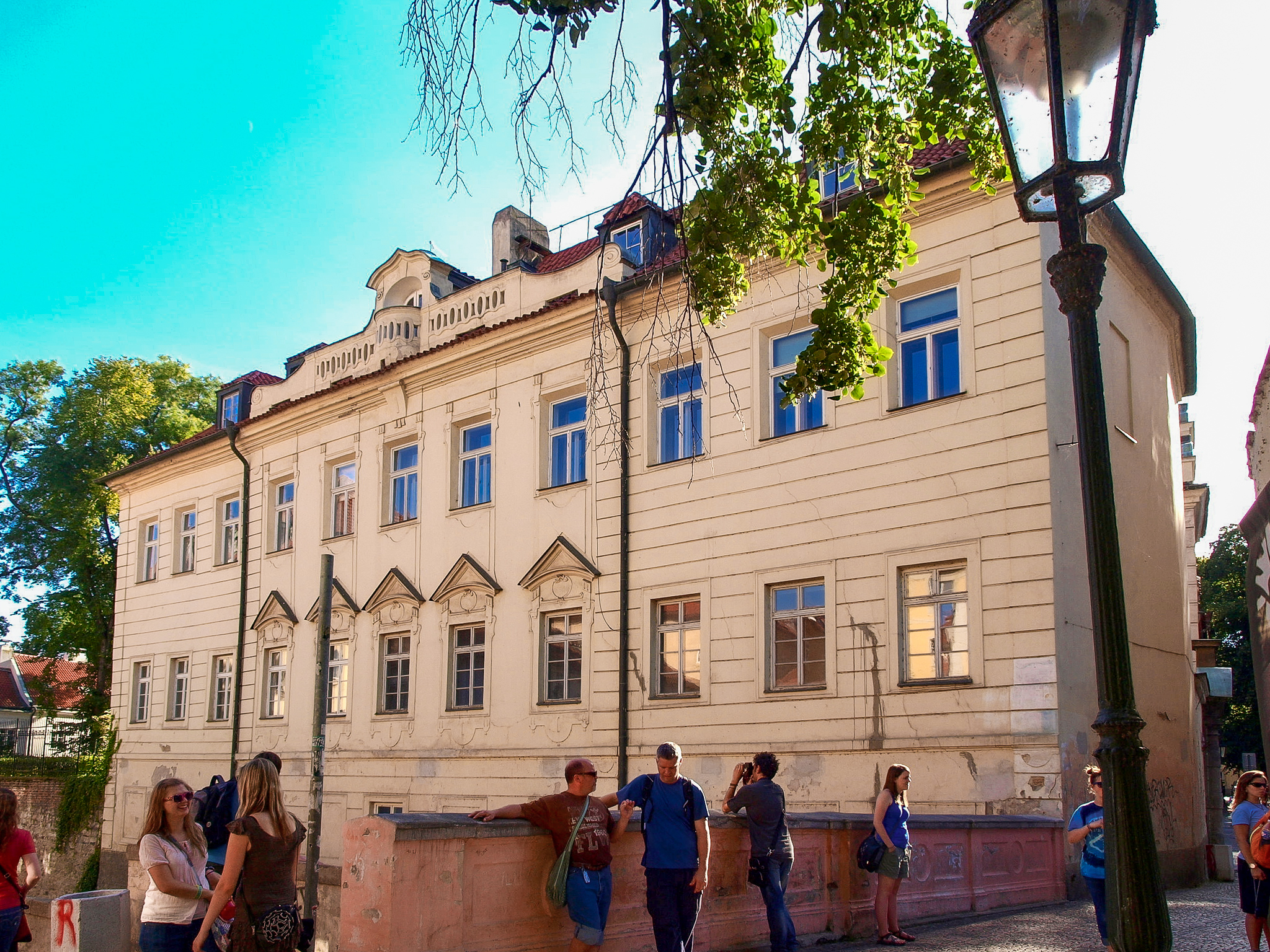
Palác Metychů z Čečova na Malé Straně v Praze
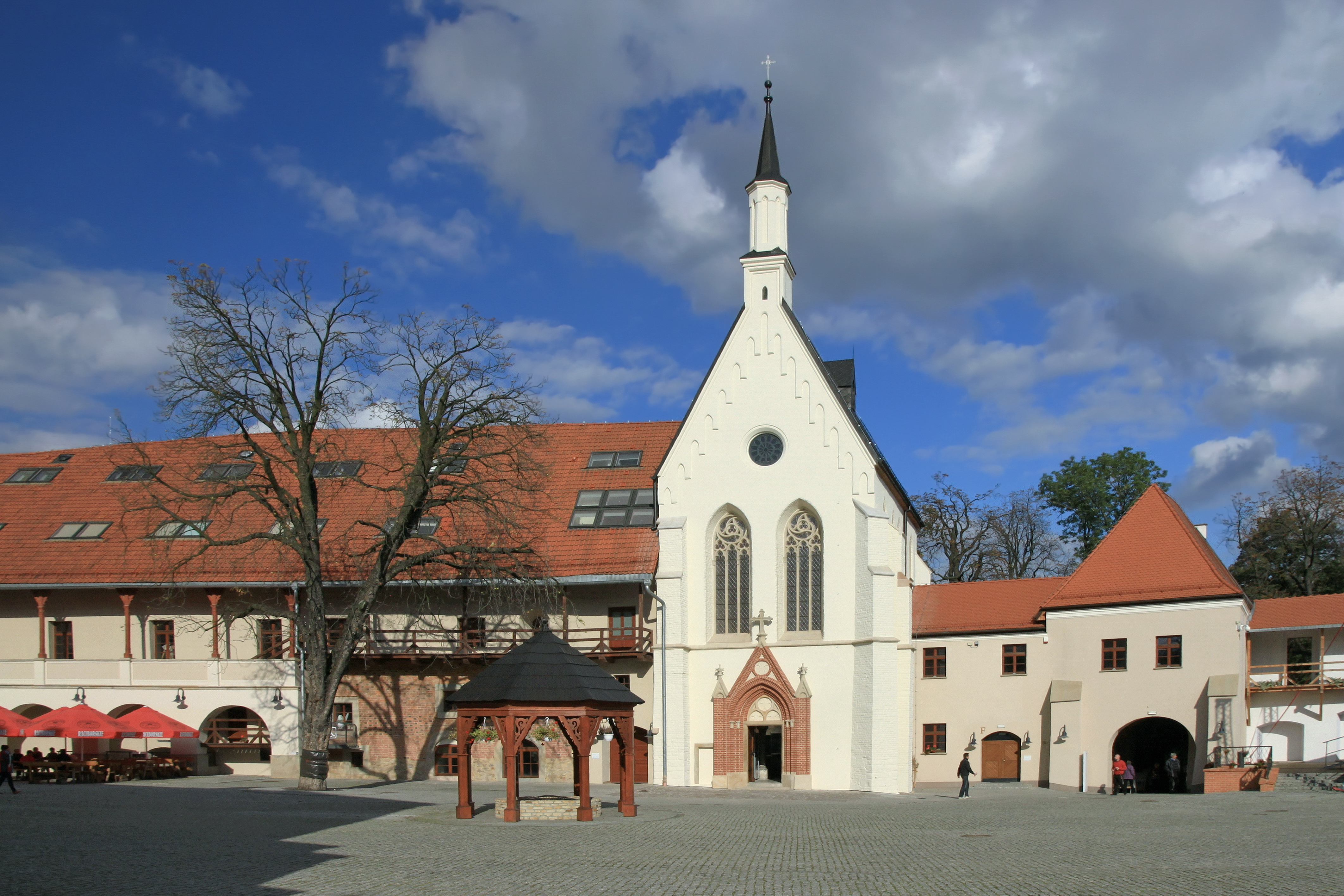
Hrad v Ratiboři
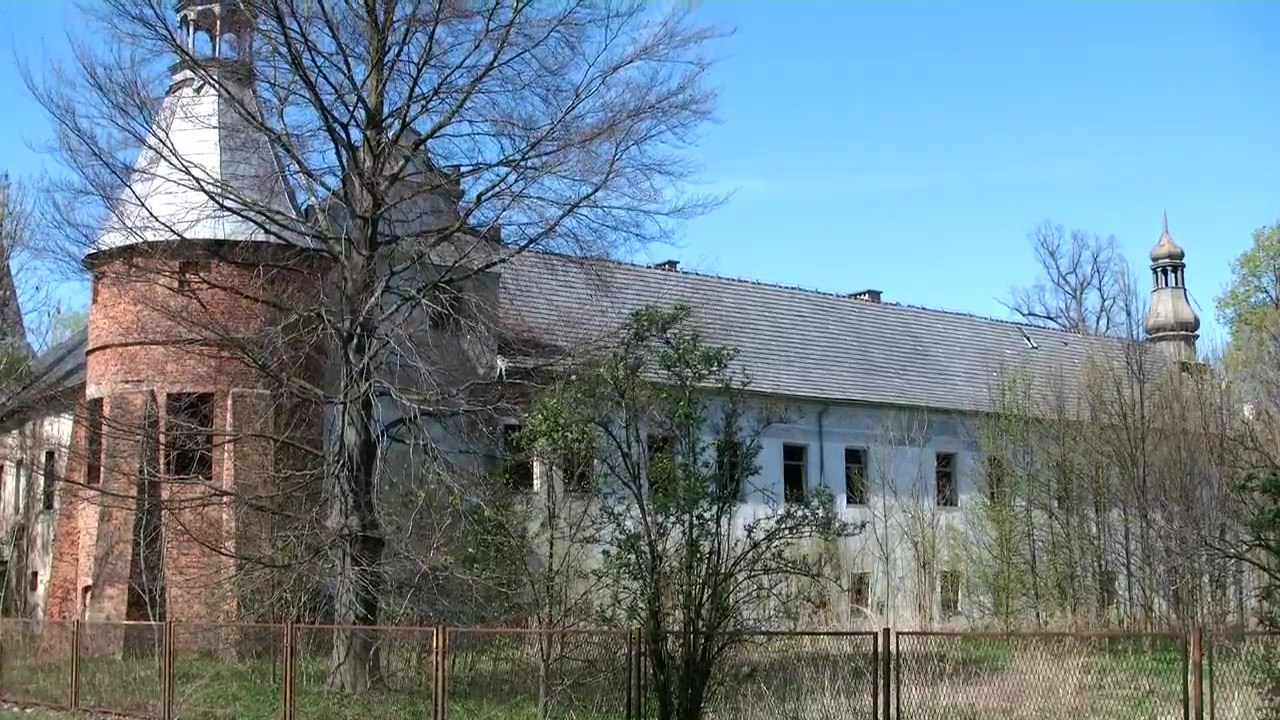
Hrad v Louce Prudnické
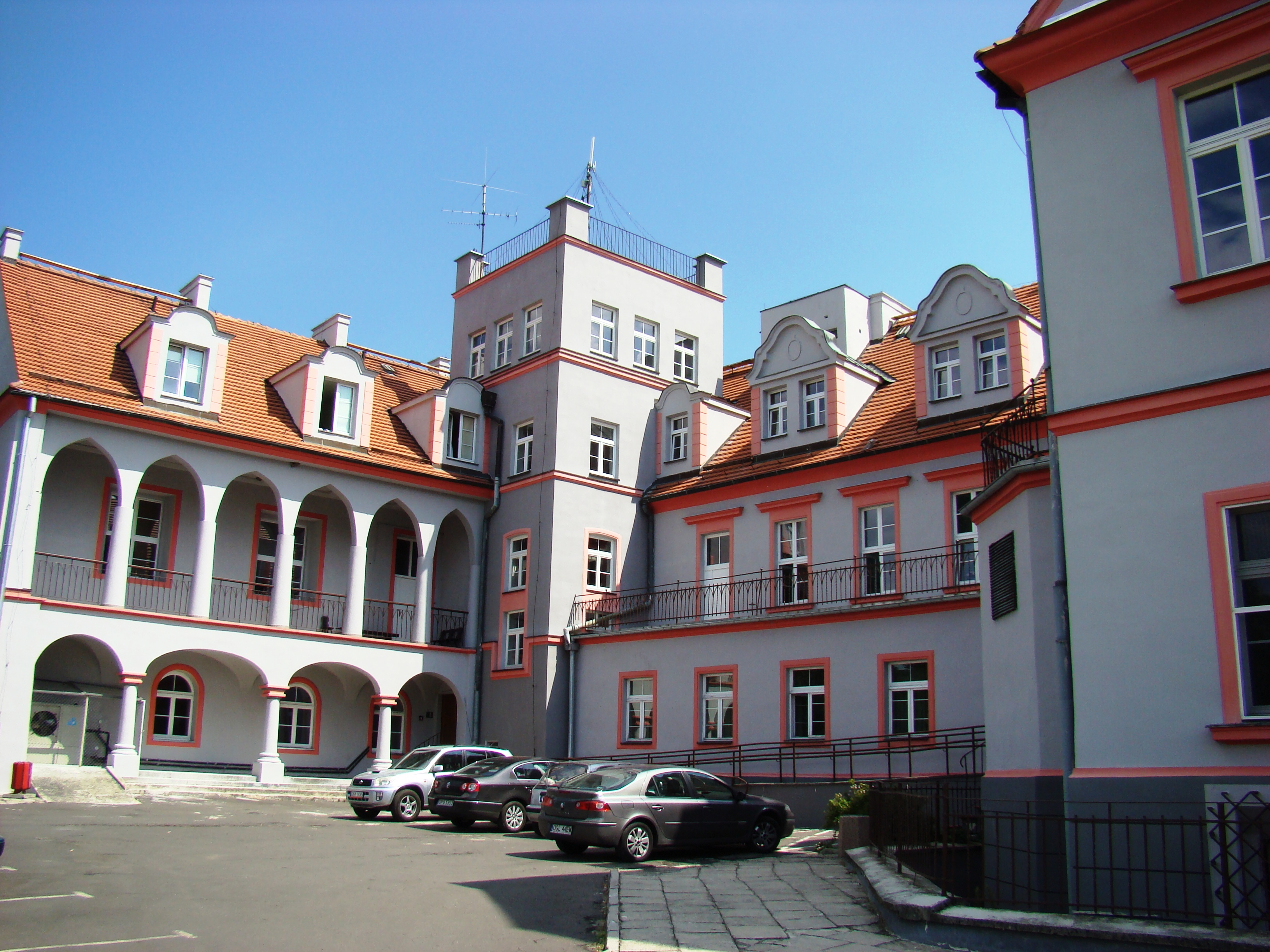
Hrad v Korfantově
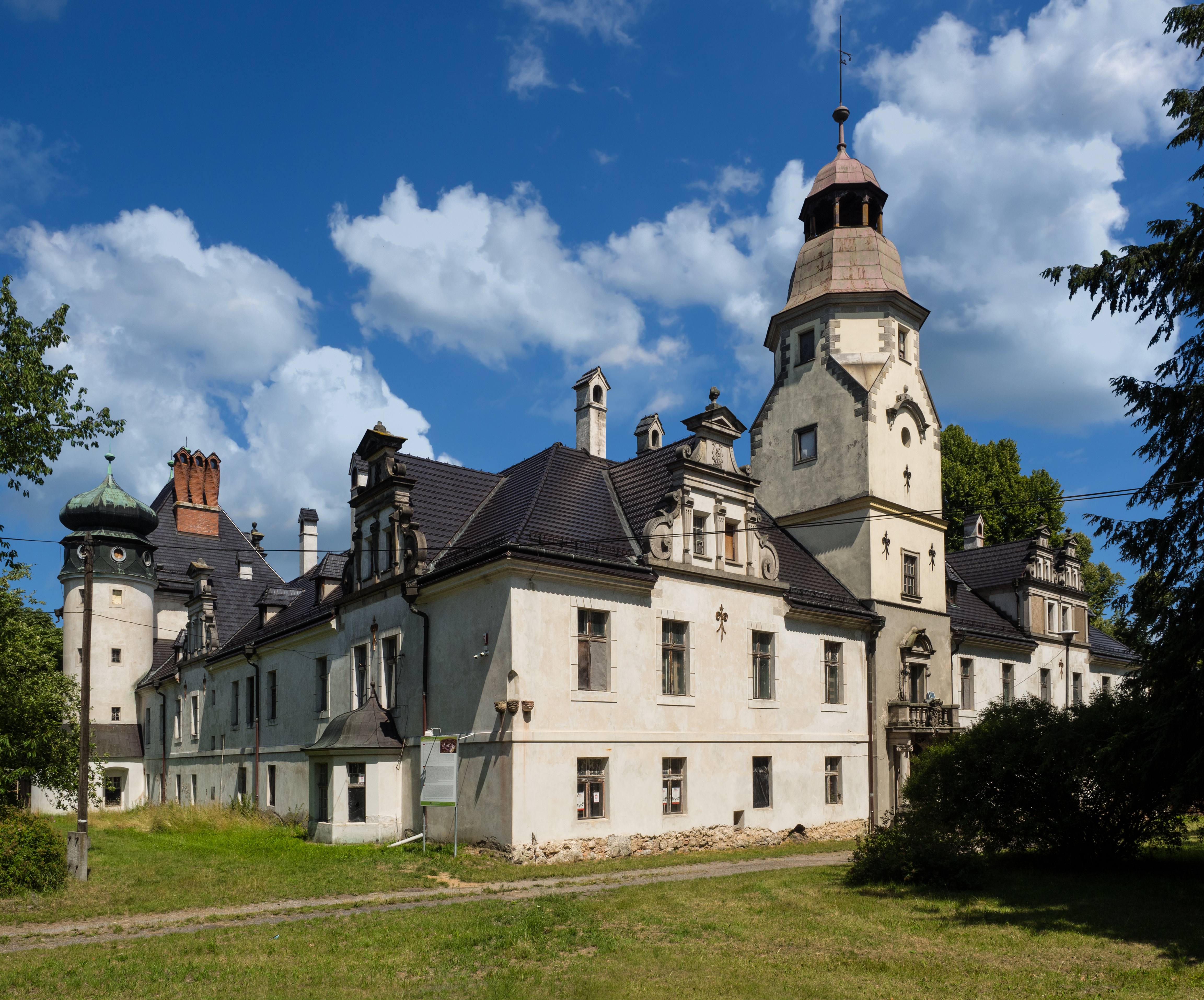
Palác v Dąbrowě
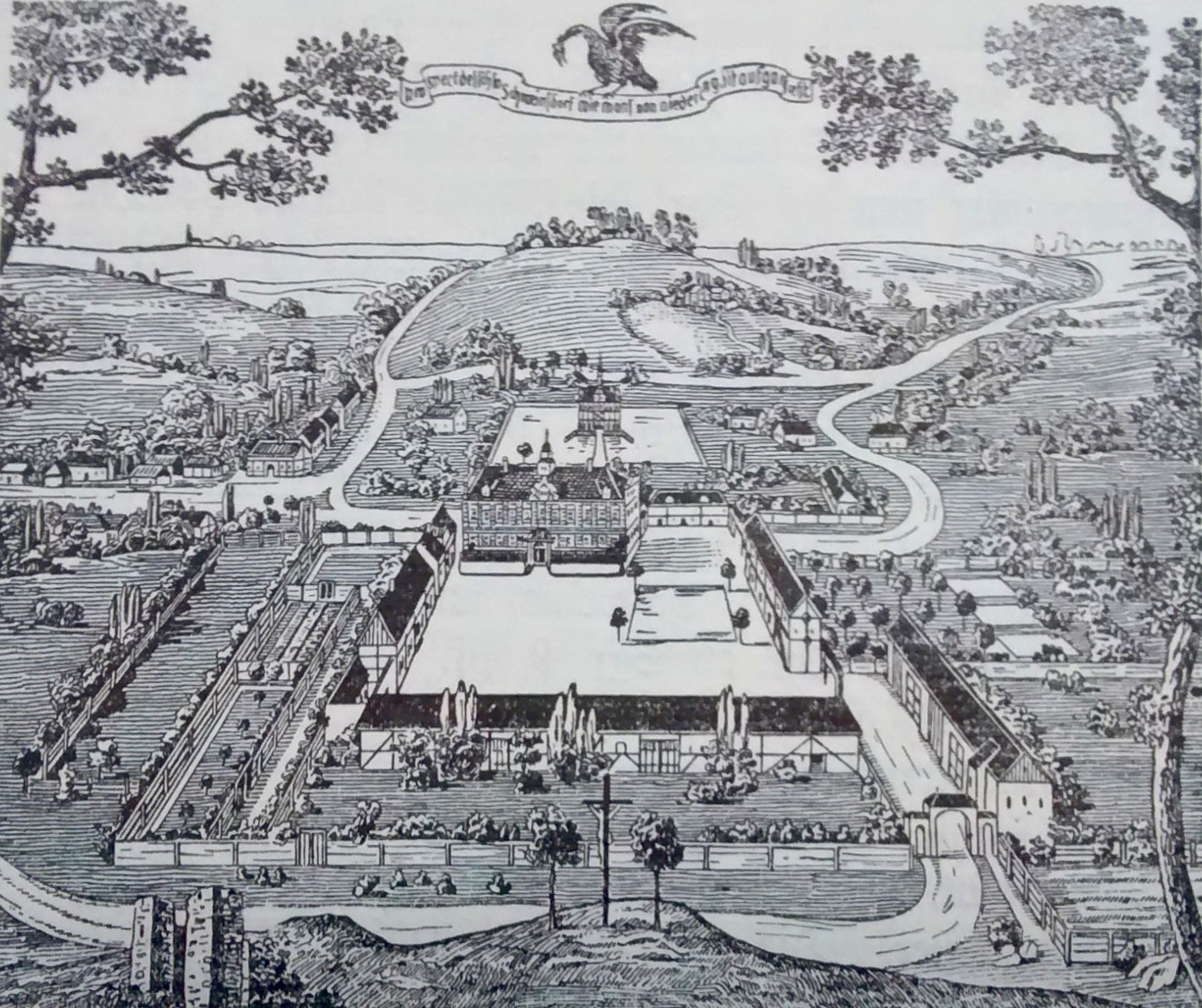
Piorunkowice (zámek)
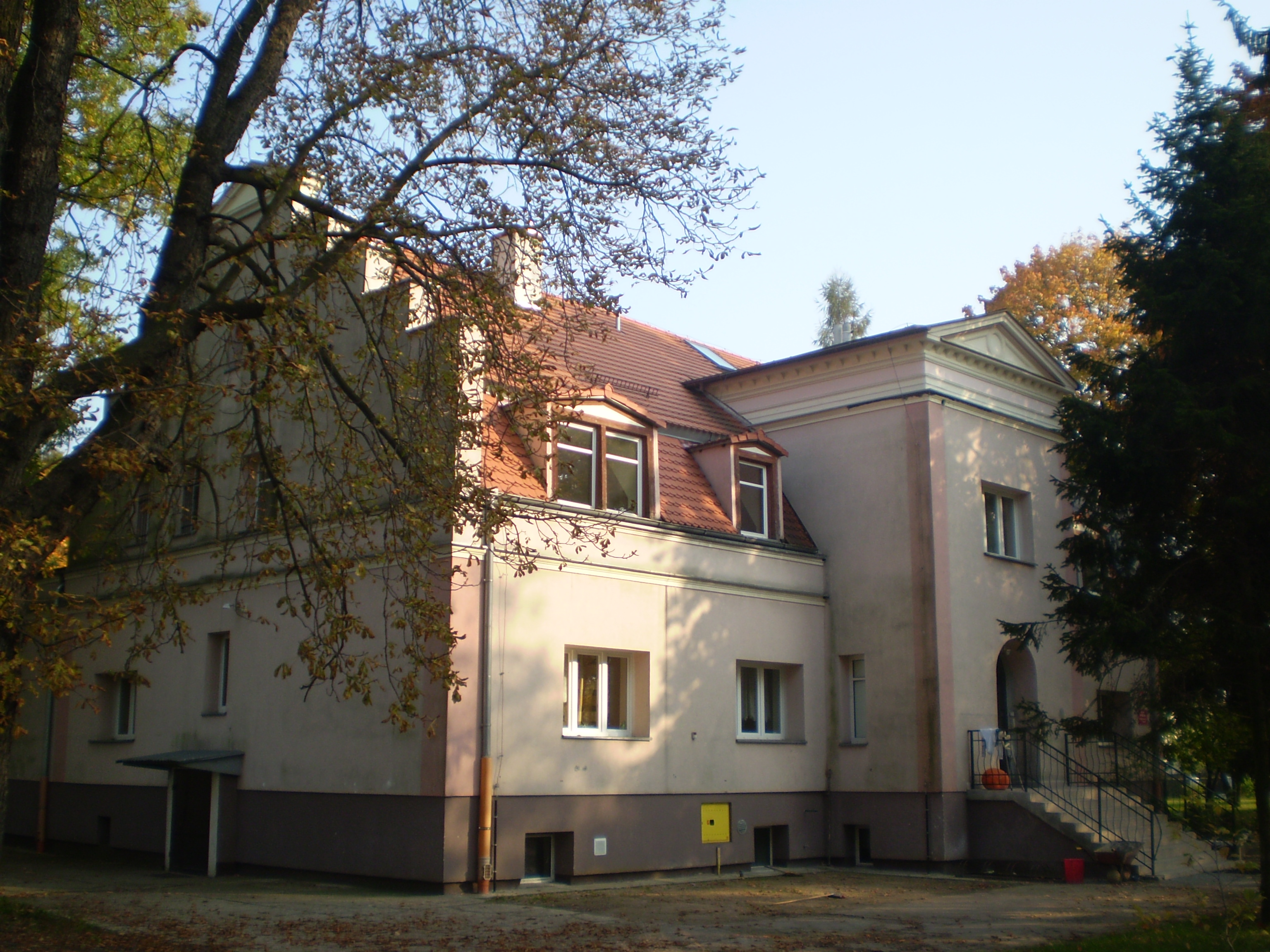
Zámek ve Chmelovicích
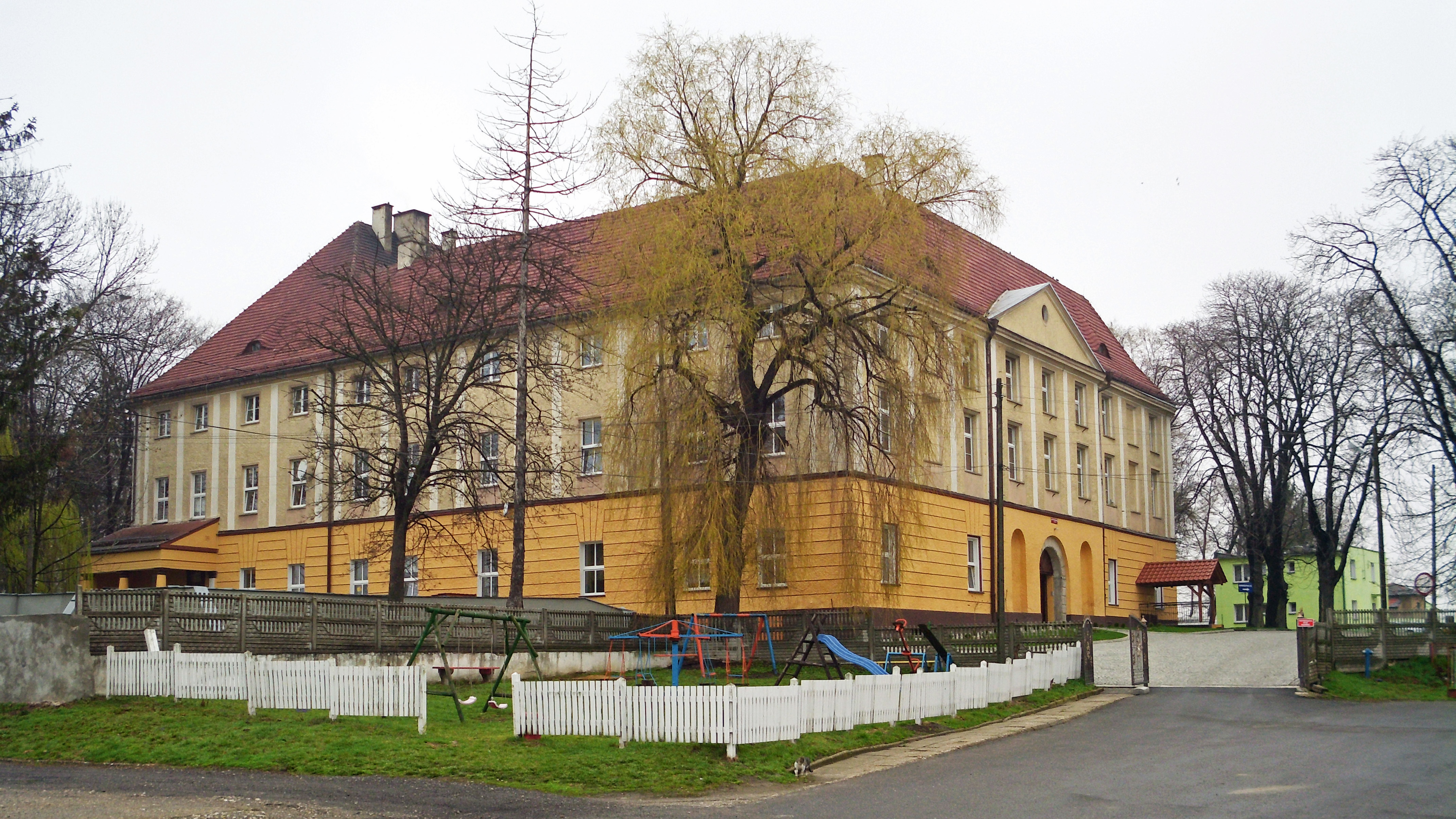
Palác v Klisinu